# Wagon-citerne
Pour les articles homonymes, voir citerne (homonymie).

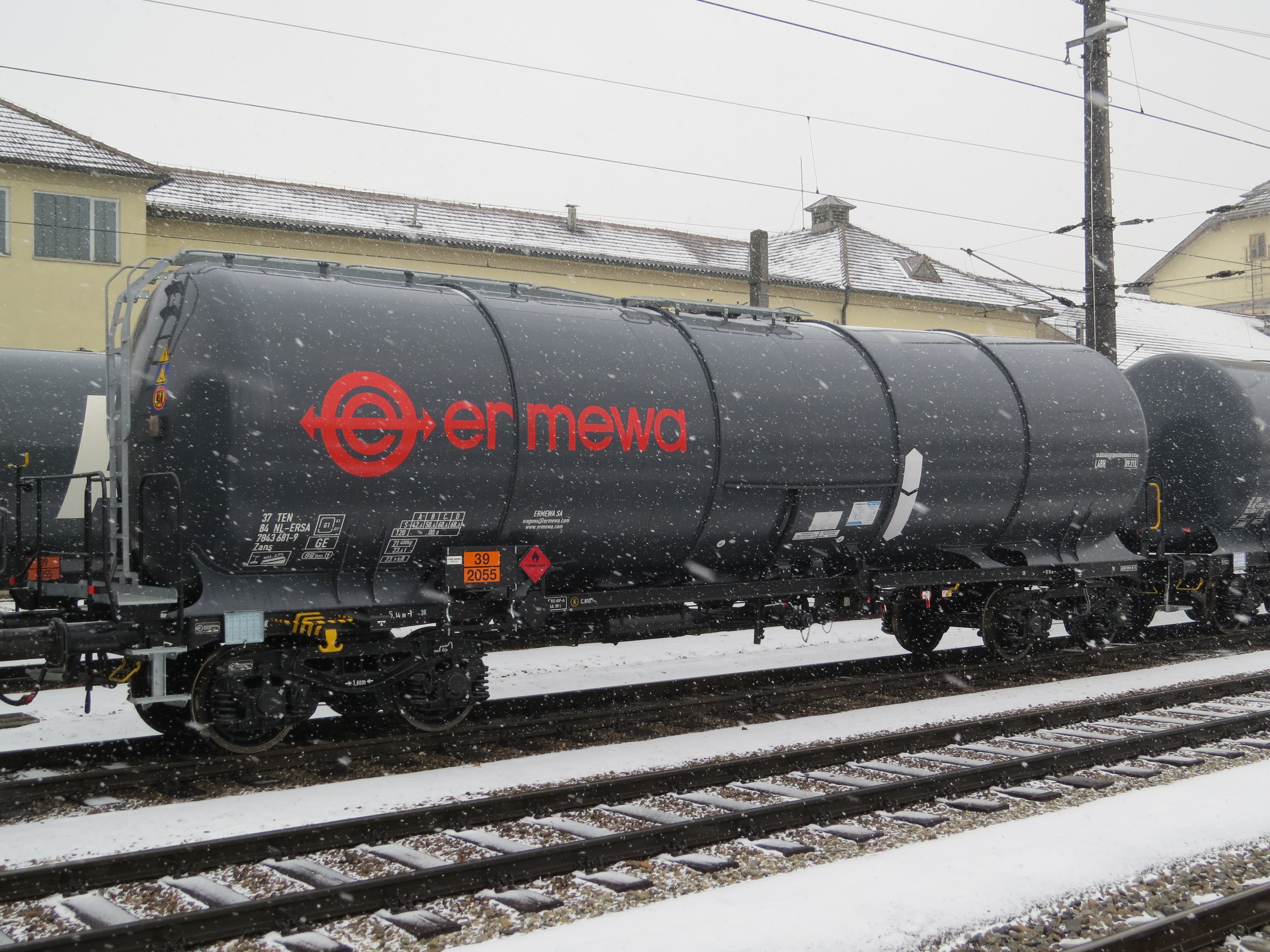
Wagon citerne du Groupe Ermewa en Autriche.

Un wagon-citerne est un wagon spécialisé dans le transport ferroviaire de produits liquides ou pulvérulents. Il existe une grande variété de matériels de ce type, adaptés aux différents types de matières pouvant être transportées.

## Caractéristiques
Les wagons-citernes peuvent être isolés thermiquement ou non, pressurisés ou non, et conçus pour un chargement unique ou multiple. Les wagons non pressurisés ont leur robinetterie en partie basse sous la citerne pour le déchargement, et peuvent avoir un orifice d'entrée et un dôme, abritant différentes tuyauteries au sommet. Les wagons pressurisés ont une plaque de pression, avec toute la robinetterie dont des soupapes de sécurité, et un dôme cylindrique de protection au sommet. Le chargement et le déchargement se font par cette ouverture.
Les wagons à isolation thermique (qui peuvent aussi être équipés de systèmes de réchauffage ou de réfrigération) sont utilisés pour les transports de liquides devant être maintenus à une température donnée ou suffisamment fluides (fioul lourd, bitumes, etc.).
La cuve d'un wagon-citerne est en général cloisonnée partiellement pour limiter les effets des mouvements du liquide qui peuvent compromettre la stabilité du wagon. Lorsqu'elle est cloisonnée totalement, elle permet le transport de différents liquides.

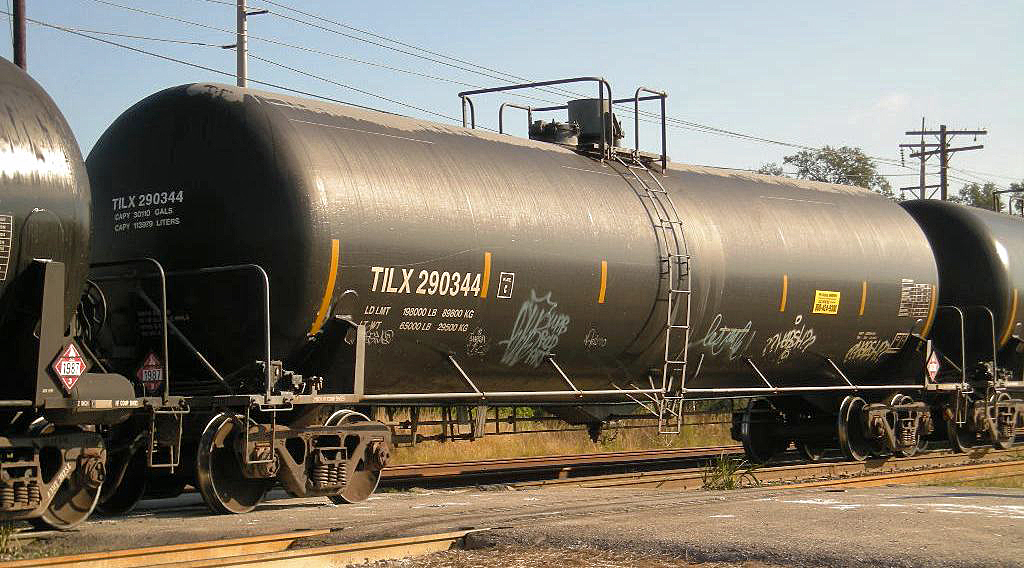
Un wagon-citerne pétrolier des chemins de fer américains.
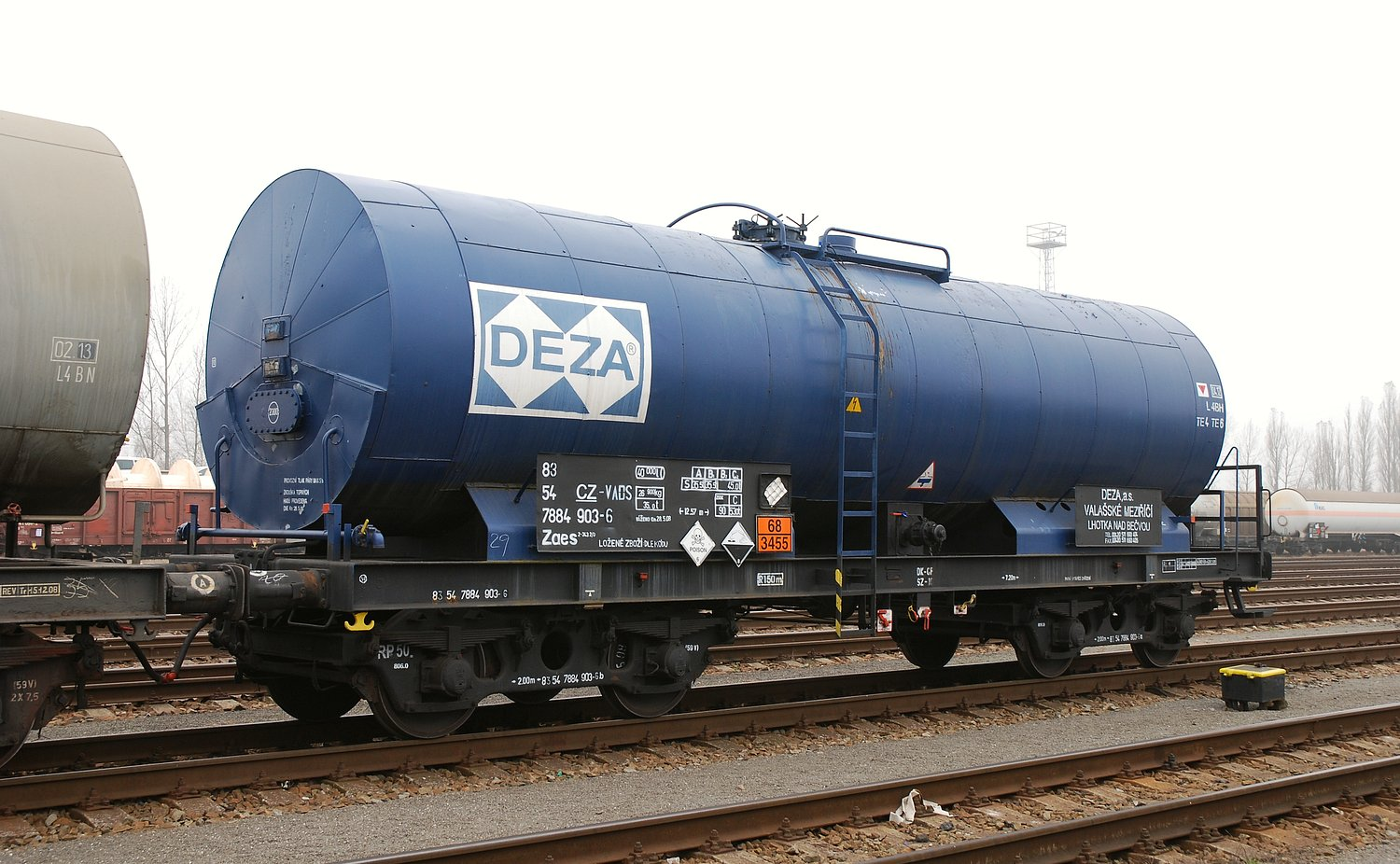
Un wagon-citerne chimiquier en Tchéquie.
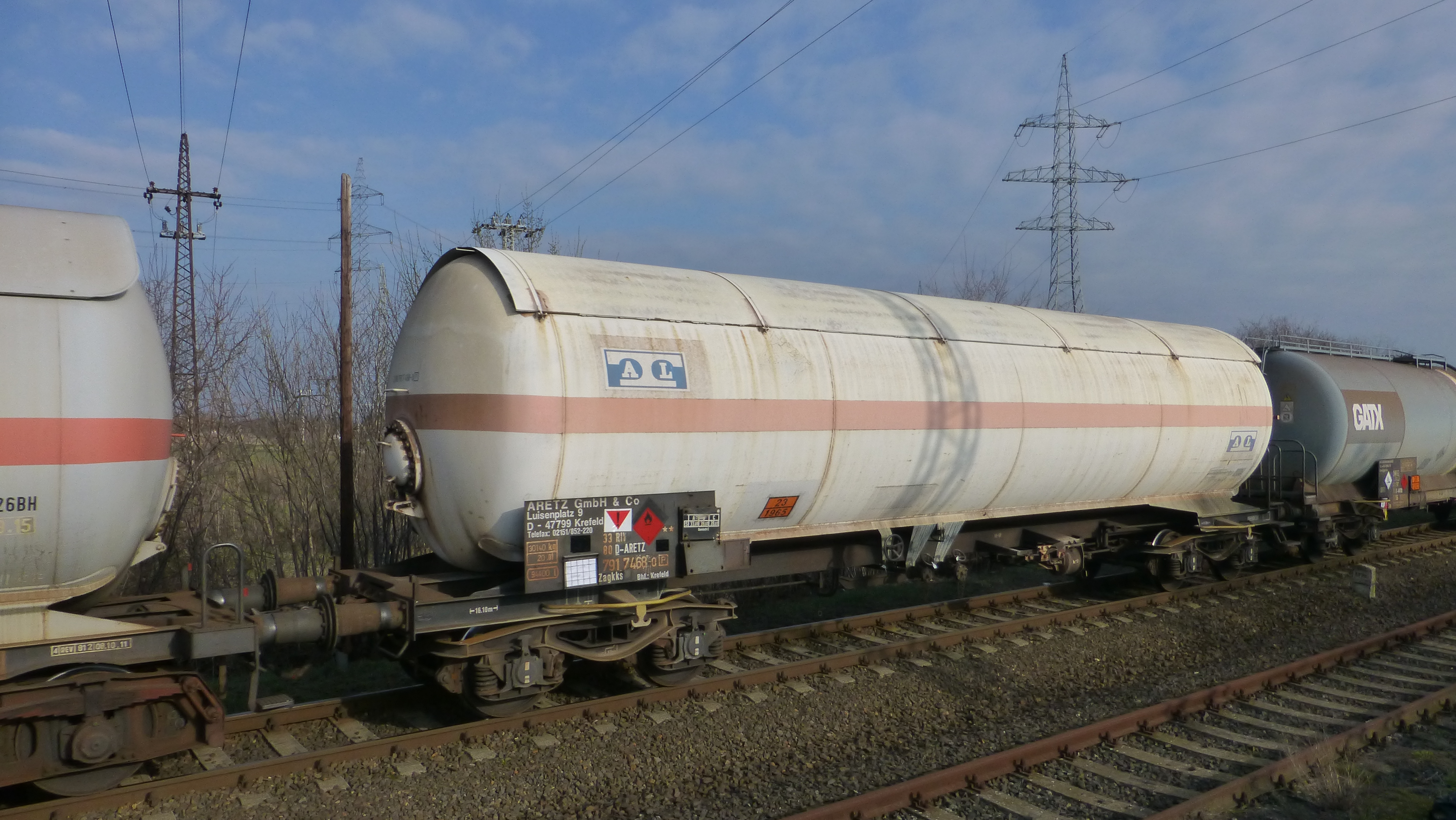
Un wagon-citerne pour le transport de gaz liquéfié en Hongrie.
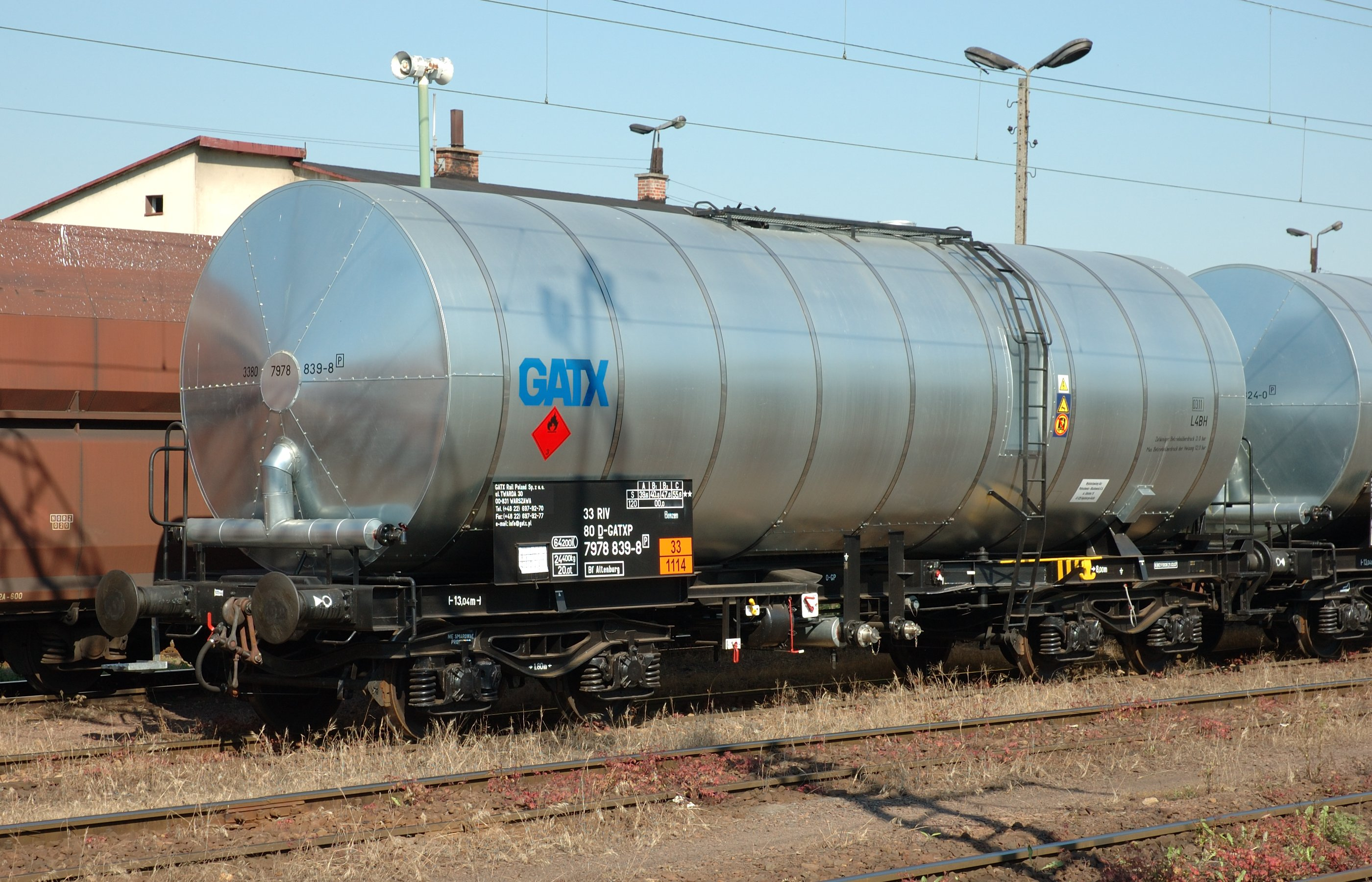
Un wagon-citerne calorifugé et équipé d'un système de préchauffage, en Pologne.
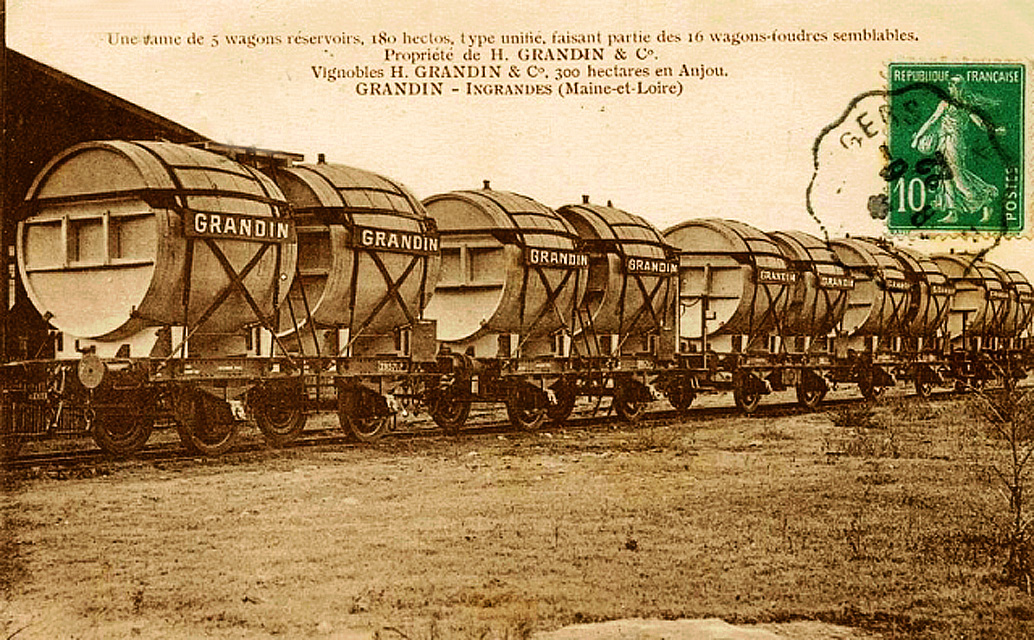
D'anciens wagons-foudres pour le transport du vin.
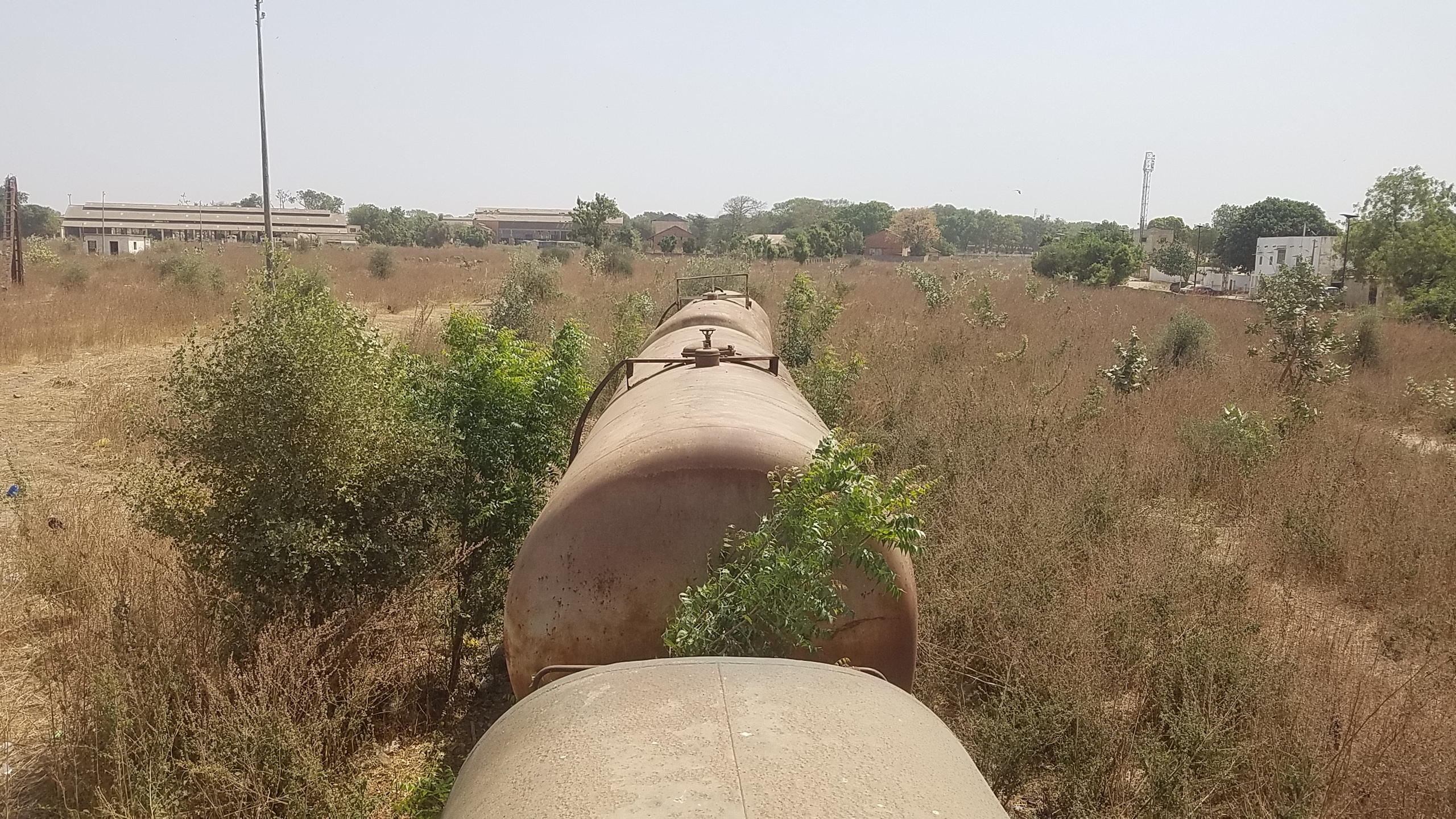
Anciens wagons-citernes, au Sénégal.
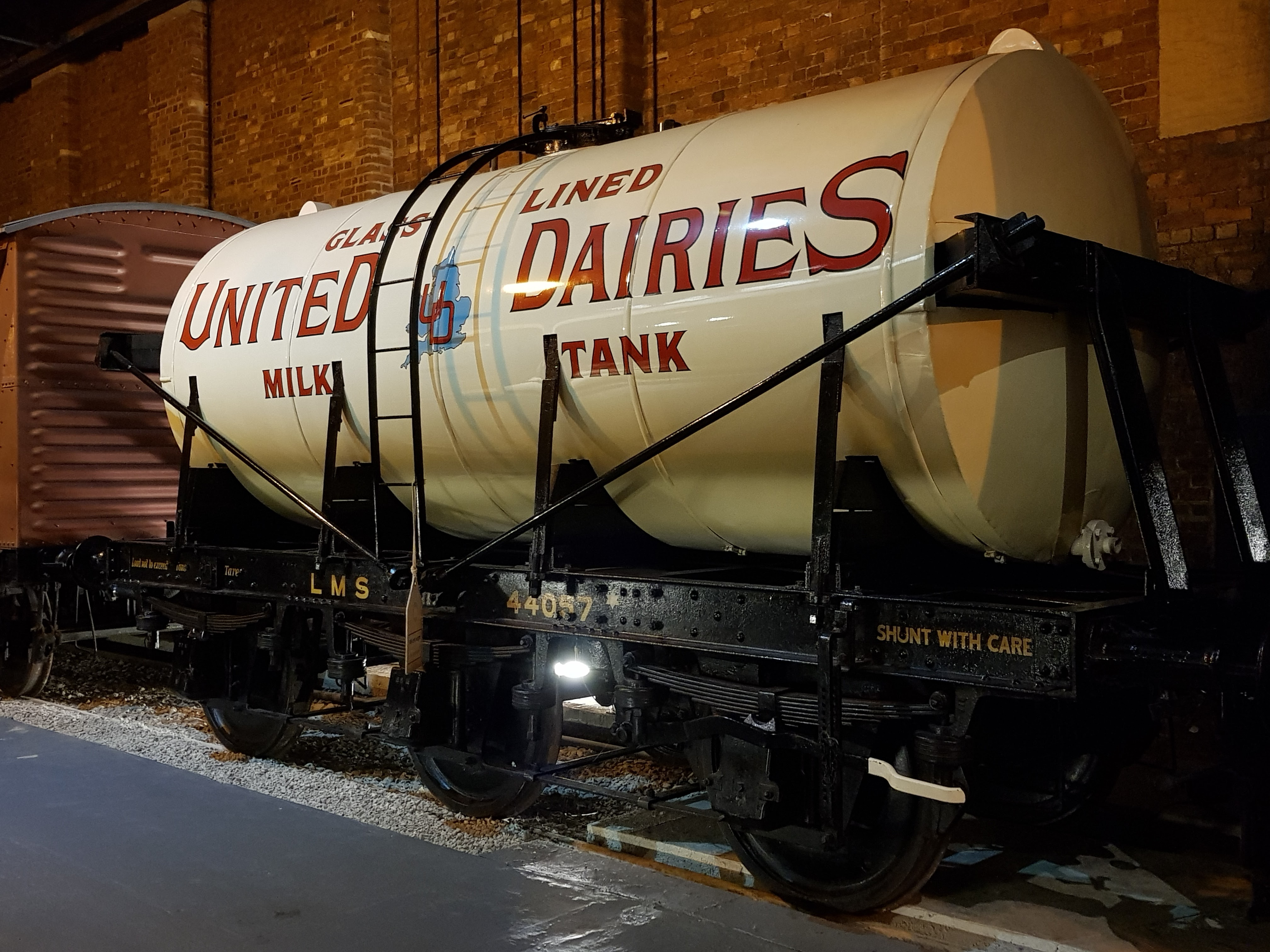
Citerne pour le transport de lait en Angleterre.
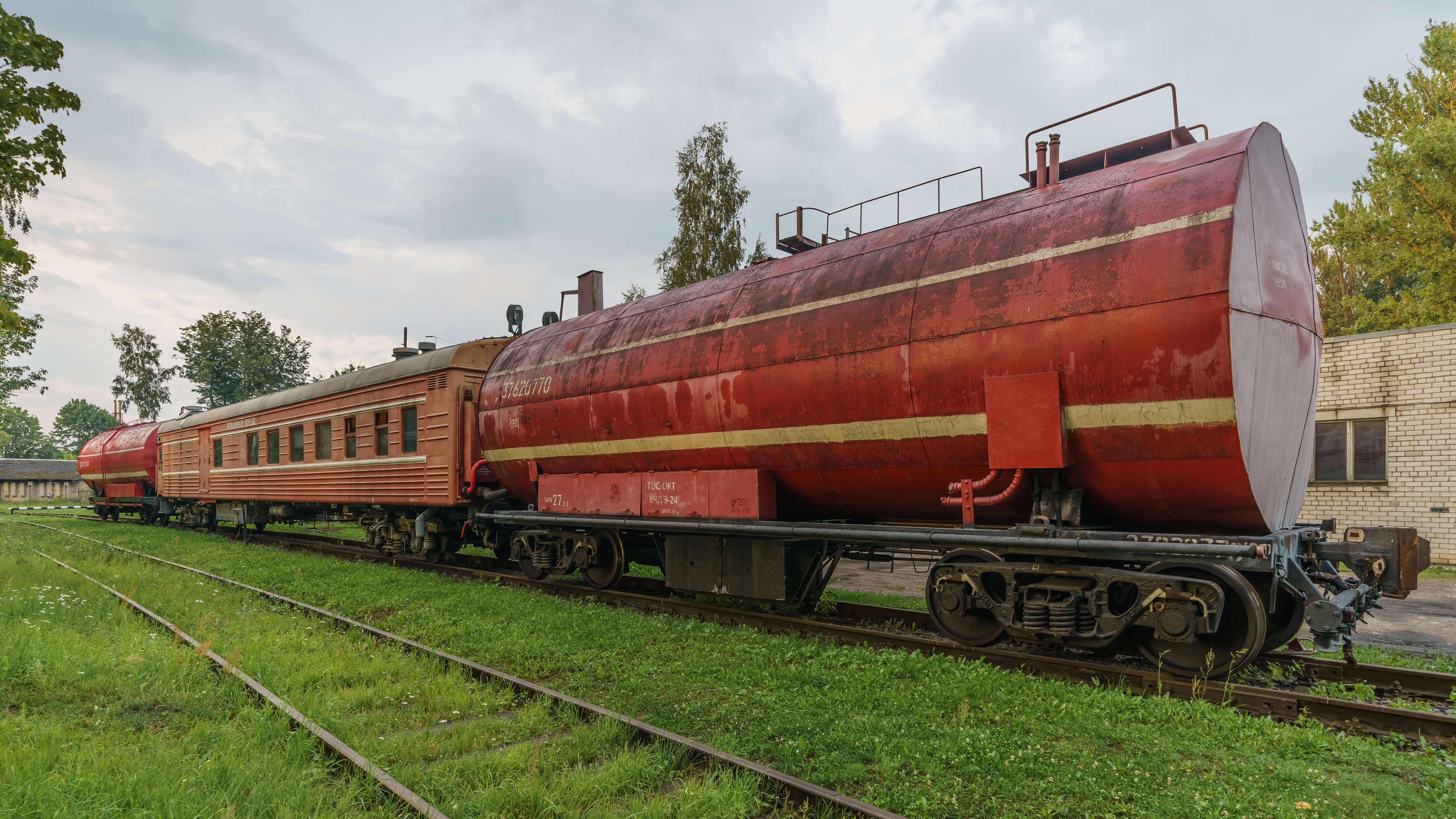
Train russe de lutte contre les incendies avec deux citernes d'eau.

## Historique

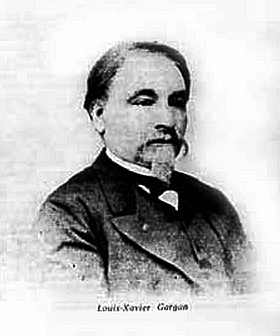
Louis-Xavier-Gargan

Dès les débuts du chemin de fer, la nécessité du transport de liquide fit apparaître des wagons appelés wagon-réservoir : il s'agissait d'un châssis sur lequel étaient posés une ou plusieurs cuves.
Les cuves étaient soit en bois, soit métalliques soit même en bonbonne de verre protégée pour le transport d'acides.
En 1859, l'industriel français Louis-Xavier Gargan invente le « wagon-citerne », il dépose le brevet d'invention le 23 juillet 1859.
L'emploi du bois pour le transport du vin se généralise dès 1880 : on parle de wagon-foudre. Ce dernier comporte en fait un ou deux tonneaux de chêne fixés sur un wagon plat muni d'un berceau de fixation.
La spécialisation des citernes commence après 1918 : citernes pour produits pétroliers, citernes pour produits chimiques, citernes spécialisées par type de produit alimentaire (vin, huile, lait). Après la Seconde Guerre mondiale, la spécialisation est encore plus poussée : citernes pour produits pétroliers légers, citernes pour produits pétroliers lourds, citernes pour pulvérulents (talc par exemple), citernes pour gaz.
Avec la spécialisation, les équipements spécifiques aux matières transportées et les contraintes réglementaires, la structure du wagon a également changé : au-delà de la cuve cylindrique classique, on trouve maintenant des profils multicylindriques plus adaptés pour le déchargement de fioul lourd ou de pulvérulents. Des doubles cuves peuvent aussi être utilisées pour les produits à haute toxicité.